# Servaea
Servaea là một chi nhện trong họ Salticidae.

## Hình ảnh

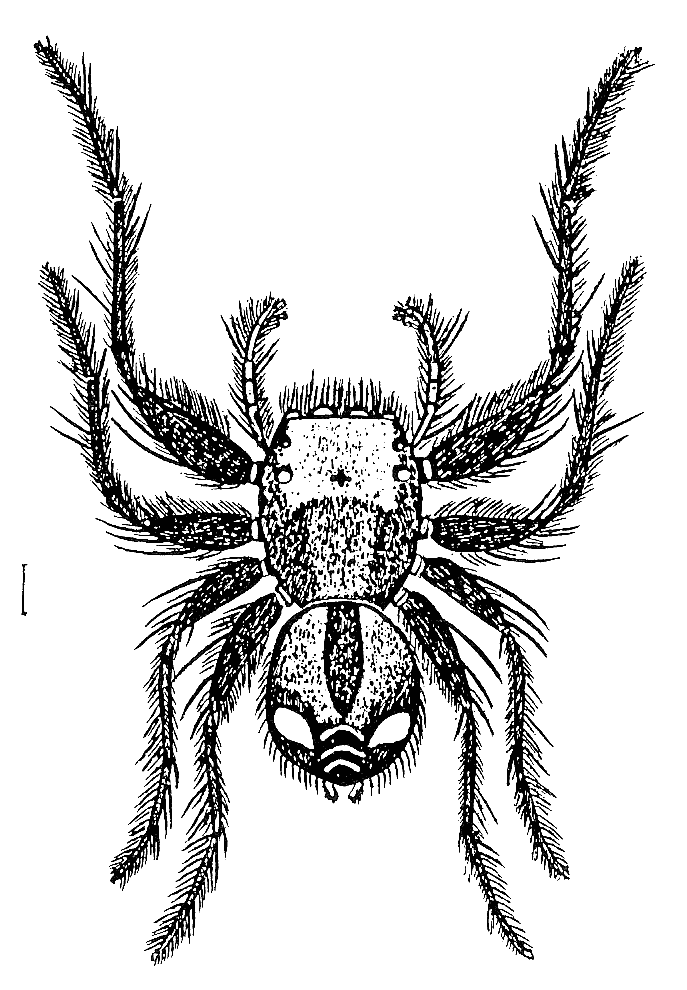